# Twicca
『twicca』は、Android用のTwitterクライアントアプリである。

## 概要
（出典：）
Tetsuya Aoyamaが個人で開発しており、設定画面も含めて全て日本語化されている。
特徴の一つに「カラーラベル」によるタイムラインの色分け機能がある。自分宛てのツイートの背景がグレー表示されるほか、任意のユーザーに対して9色のカラーラベルの中から1色を割り当てると、そのユーザーのツイートにカラーの帯が表示される。
投稿画面では、ハッシュタグ履歴機能、フッター自動挿入、ジオタグ埋め込みなどが可能。また文字数がオーバーした際には、ツイート内のURL・ハッシュタグ・ユーザー名などを自動削除する機能もある。
他のユーザーの情報画面では、フォロー状況・リストの一覧・お気に入りなどを参照できる。
詳細なカスタマイズ機能があり、端末のボリューム・シャッターなどのサイドキーへの機能割り当て、画面上のボタン位置やフォントサイズの変更、音やLEDによる新着通知設定などができる。
またプラグインによる機能拡張が可能で、作者純正プラグインのほか、有志が作成したプラグインも多数公開されている。
欠点としてはUIにやや癖があり、マルチアカウント、画像のTLへのサムネイル表示には非対応。

### 主な搭載機能
（出典：

）
- 通知バーによる通知機能
- オートページング機能
- 検索
- 写真・動画付きの投稿(初期はyfrog、その後via.me)
- URL短縮(bit.ly)
- ジオタギング
- 保存された検索の呼び出し、保存、解除
- よく使うハッシュタグ機能
- 会話の追跡表示
- リストの表示
- リストの作成・編集・削除
- リツイート機能
- カラーラベル機能
- twitterプロフィールの変更
- 話題のトピック
- 地域のトピック
- プラグインによる機能拡張
- ウィジェット
- プロフィールアイコンの変更
- スパム報告機能
- ユーザーブロック機能
- 画像プレビュー
- 地図上でのジオタグ
- フィルタリング機能（ミュート機能）